# Arena da Amazônia
Az Arena da Amazônia stadion egy többcélú sportlétesítmény Brazíliában, Manaus városban. A stadion 2014. március 9-én nyitotta meg kapuit. A létesítmény többnyire futballmeccseknek ad otthont, többek közt a 2014-es labdarúgó-világbajnokságon rendezett meccseknek is. A stadion 2011 és 2014 közt épült. 

## 2014-es labdarúgó-világbajnokság
| Dátum            | Idő (UTC-04) | Csapat #1        | Eredmény | Csapat #2    | Csoportkör | Nézőszám |
| ---------------- | ------------ | ---------------- | -------- | ------------ | ---------- | -------- |
| 2014. június 14. | 18:00        | Anglia           | 1–2      | Olaszország  | D csoport  | 39 800   |
| 2014. június 18. | 18:00        | Kamerun          | 0–4      | Horvátország | A csoport  | 39 982   |
| 2014. június 22. | 18:00        | Egyesült Államok | 2–2      | Portugália   | G csoport  | 40 123   |
| 2014. június 25. | 16:00        | Honduras         | 0–3      | Svájc        | E csoport  | 40 322   |